# Maxwell (Kalifornia)
Maxwell – jednostka osadnicza w Stanach Zjednoczonych, w stanie Kalifornia, w hrabstwie Colusa.